# Jamkóweczka półrozpostarta
Jamkóweczka półrozpostarta (Antrodiella semisupina (Berk. & M.A. Curtis) Ryvarden) – gatunek grzybów należący do rodziny ząbkowcowatych (Steccherinaceae).

## Systematyka i nazewnictwo
Pozycja w klasyfikacji według Index Fungorum: Antrodiella, Steccherinaceae, Polyporales, Incertae sedis, Agaricomycetes, Agaricomycotina, Basidiomycota, Fungi.
Po raz pierwszy takson ten opisali w 1872 r. Miles Joseph Berkeley i Moses Ashley Curtis nadając mu nazwę Polyporus semisupinus. Potem zaliczany był do różnych innych rodzajów. Obecną, uznaną przez Index Fungorum nazwę nadał mu w 1990 r. Leif Ryvarden przenosząc go do utworzonego przez siebie rodzaju Antrodiella.
Synonimy:

- Antrodia semisupina (Berk. & M.A. Curtis) Ryvarden 1976
- Antrodiella beschidica Vampola & Pouzar 1996
- Antrodiella farinacea Vampola & Pouzar 1996
- Aporpium semisupinum (Berk. & M.A. Curtis) Bondartsev 1953
- Flaviporus semisupinus (Berk. & M.A. Curtis) Ginns 1984
- Leptoporus semisupinus (Berk. & M.A. Curtis) Pilát 1937
- Polyporus semisupinus Berk. & M.A. Curtis 1872
- Trametes semisupina (Berk. & M.A. Curtis) Ryvarden 1994
- Trametes subscutellata Murrill 1910
- Tyromyces semisupinus (Berk. & M.A. Curtis) Murrill 1907
- Tyromyces semisupinus var. cystidiatus Corner 1989[2].

Polskie nazwy: żagiew zwyczajna (Franciszek Błoński 1886), żagiew pospolita (F. Błoński 1889), białak półrozpostarty (Stanisław Domański 1965), jamkóweczka pólrospostarta (Władysław Wojewoda 1999).

## Morfologia
Owocnik
Grzyb poliporoidalny o owocniku rozpostartym, czasami ich górny brzeg odgina się tworząc kapelusiki o szerokości do 2,5 cm. Młode okazy są mięsisto-skórkowate i dość trwałe, starsze skórkowate. Powierzchnia hymenialna gładka, naga lub szorstka, biaława, kremowa lub bladoochrowa, przy dotknięciu zmieniająca barwę na żółtobrunatną. Brzeg cienki, u wysuszonych owocników zazwyczaj podwinięty. Płonny brzeg rozpostartej części owocnika jest wąski, blady, pilśniowaty. Często zanika, i wówczas jest wałkowaty i ostro zarysowany. Miąższ cienki i białawy.
Cechy mikroskopowe
Rurki o długości 1–2,5 mm, białe lub bladożółtawe, po wyschnięciu kremowożółte do jasno-złocisto-ochrowych. Pory kanciaste, o średnicy 0,1–0,3 mm, w liczbie przeciętnie 4–6 na 1 mm, u starszych owocników powiększające się.

## Występowanie i siedlisko
Jamkóweczka półrozpostarta występuje na wszystkich kontynentach poza Antarktydą, a także na niektórych wyspach. W Polsce podano wiele jej stanowisk. Znajduje się jednak na Czerwonej liście roślin i grzybów Polski. Ma status I – gatunek o nieokreślonym zagrożeniu.
Nadrzewny grzyb saprotroficzny. Występuje w lasach liściastych i mieszanych na martwym drewnie drzew liściastych: brzoza omszona, grab, buk, dąb, lipa, rzadziej na drewnie drzew iglastych. Opisano jej występowanie także na owocnikach gmatwicy trójbarwnej. Powoduje białą zgniliznę drewna.